# Sol, i de dol
Sol, i de dol és el primer llibre de poemes publicat pel poeta català J. V. Foix. Va sortir el 1947, tot i que portava el peu d'impremta de 1936 per saltar-se la censura. Molts dels poemes ja estaven escrits d'abans de la guerra civil. Va ser l'obra que va consolidar Foix.
El llibre inclou setanta poemes en forma de sonet d'estructura perfecta, combinant la forma del sonet italià amb el sonet clàssic català. El poemari està dividit en sis seccions, la primera versa sobre l'ofici del poeta i les contradiccions íntimes que té; la segona part és la reflexió sobre l'art; la tercera secció, la més breu, és de tema amorós i metafísic alhora; la quarta i la cinquena cal analitzar-les juntes pel fet de ser poemes de to dionisíac, on descriu anècdotes de joventut amb una exuberància verbal important, finalment, la darrera és de tema religiós.
L'estil d'aquest poemari és molt original, incorpora a la llengua moderna, molt depurada i amb voluntat de seguir Pompeu Fabra, infinitat de recursos de la llengua medieval (arcaismes, formes verbals de primera persona sense vocal final de desinència…) així com moltes citacions de poetes d'aquella època que li serveixen de model, des de provençals com Bernat de Ventadorn, Raimbaut de Vaqueiras, els italians Petrarca, Dante, Cavalcanti i els catalans Ramon Llull, Jordi de Sant Jordi o Ausiàs March. Els noms exòtics també hi són presents, així com molts de modernitat inqüestionable. Sol, i de dol és una síntesi de classicisme i d'avantguardisme que recull sonets que l'autor va anar escrivint des de 1913 a 1936 i revisats just abans de ser publicats.
En els sonets de Sol, i de dol Foix reflexiona, sovint de manera metafísica i des d'una perspectiva personal i original, sobre diversos temes clau de la modernitat, com per exemple la crisi d'identitat individual i col·lectiva en un món cada vegada més tecnificat que aguditza la soledat de l'home. Un altre tema és la necessitat d'imposar la raó damunt la follia, sense abandonar la imaginació. Les dificultats per acomplir el desig i viure l'amor plenament, o la impossibilitat espiritual d'assolir l'absolut. En el conjunt de l'obra diversa i complexa de Foix, Sol, i de dol esdevé el llibre central on s'expressen els conflictes i els dubtes existencials més pregons del poeta.
L'escriptor madrileny Manuel Longares va fer-ne la traducció al castellà per a Visor Libros, amb el títol Sólo, y dolido.